# La Chambre maudite

La Chambre maudite (Garage Sale Mystery : The Deadly Room) est un téléfilm américain réalisé par Peter DeLuise, diffusé en 2014.

## Synopsis
Quand une agente immobilière, qui tentait de prouver que ses propriétés n'avaient aucune malédiction mortelle, est retrouvé morte, son amie Jennifer enquête. Celle-ci découvre des indices qui la rapproche de la vérité et met sa propre vie en danger.

## Fiche technique
- Titre original : Garage Sale Mystery : The Deadly Room
- Réalisation : Peter DeLuise
- Scénario : Walter Klenhard, d'après un roman Suzi Weinert
- Photographie : Paul Mitchnick
- Musique : Terry Frewer
- Durée : 110 min
- Date de diffusion :
  -  France : 28 juillet 2015 sur TF1

## Distribution
- Lori Loughlin (VF : Emmanuèle Bondeville) : Jennifer Shannon
- Sarah Strange (VFB : Léonce Wapelhorst) : Danielle
- Steve Bacic (VFB : Erwin Grünspan) : Jason
- Brendan Meyer (VFB : Pierre Le Bec) : Logan
- Eva Bourne : Hannah
- Richard Harmon : William Carson
- Nick Hunnings : Gustav
- Janet Kidder : Adrian
- David Lewis : Peter
- Pippa Mackie : Amy
- Johannah Newmarch : Susan Lynwood
- Brenna O'Brien : Tina
- Kevin O'Grady : Inspecteur Lynwood
- Hannah Pederson : Elizabeth
- Gabrielle Rose : Erica
- Elizabeth Weinstein : Arnaqueuse

 Source et légende : version française (VF) sur RS Doublage et selon le carton de doublage télévisuel.